# Hugo Johnstone-Burt

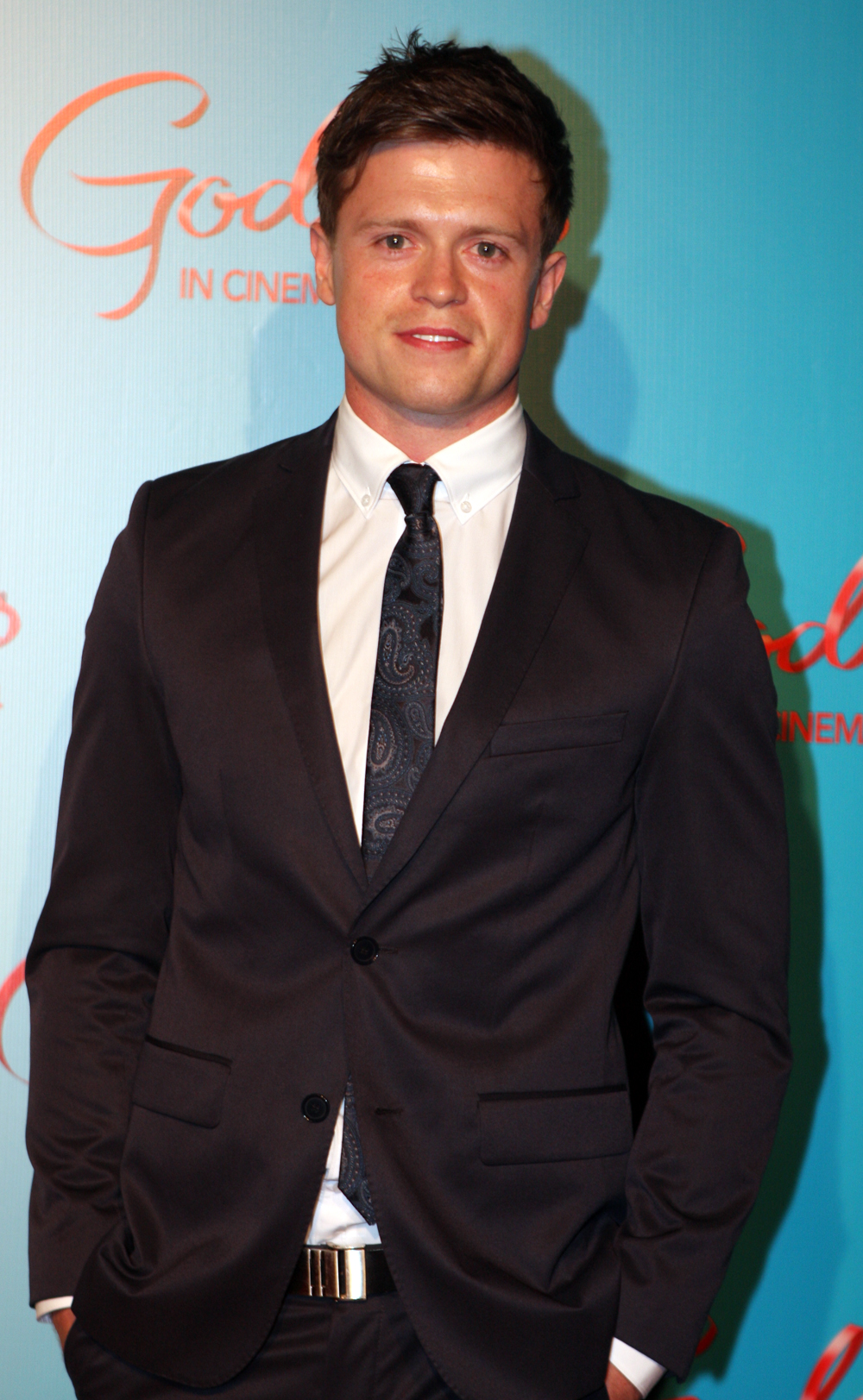
Hugo Johnstone-Burt auf der Premiere des Filmes Goddess im Jahre 2013

Hugo Johnstone-Burt (* 1987 in Edinburgh) ist ein australischer Schauspieler, der international vor allem durch seine Arbeit in der Erfolgsserie Miss Fishers mysteriöse Mordfälle bekannt ist.

## Leben
Johnstone-Burt wurde im schottischen Edinburgh geboren. Im Alter von zwei Jahren zog er mit seiner Familie nach Sydney. Seine Eltern gehörten der Marine an.
Im Alter von 18 Jahren bewarb sich Johnstone-Burt bei dem National Institute of Dramatic Art (NIDA) und wurde für zu jung befunden. Nach einiger Zeit, die er mit Reisen verbrachte, bewarb er sich erneut, dieses Mal erfolgreich.
Im Jahre 2009 spielt er den Jack in Oscar Wildes Komödie Ernst sein ist alles oder Bunbury. Seit 2009 tritt er in Film- und Fernsehproduktionen als Schauspieler in Erscheinung.
2012 spielte er in der ersten Staffel von Miss Fishers mysteriösen Mordfällen den Constable Hugh Collins. Mit 1,5 Millionen Zuschauern pro Episode war die Serie sehr erfolgreich. 2013 und 2015 wurde er für die zweite und dritte Staffel wiederum besetzt. Im Jahr 2015 spielt er in den Film San Andreas die Rolle des Ben Taylor. Im Jahr 2020 erscheint ein Film zu der Serie Miss Fishers, wo er erneut die Rolle von Hugh Collins verkörpern wird, 

## Filmografie (Auswahl)
- 2009: Nicky Two-Tone (Kurzfilm)
- 2010: Before the Rain
- 2010: Underbelly – Krieg der Unterwelt (Fernsehserie, Folge 3x12–3x13)
- 2010: Search  (Kurzfilm)
- 2010: Rake (Fernsehserie, Folge 1x07)
- 2010: Feeling Lucky (Kurzfilm)
- 2011: Sea Patrol (Fernsehserie Folge 5x02)
- 2011: Cloudstreet (Miniserie, Folge 1x03)
- 2012: Careless Love
- 2012–2015: Miss Fishers mysteriöse Mordfälle (Fernsehserie, 34 Folgen)
- 2012: Tricky Business (Fernsehserie, 5 Folgen)
- 2012–2013: Home and Away (Fernsehserie, 27 Folgen)
- 2013: Goddess
- 2013: Mr & Mrs Murder (Fernsehserie, Folge 1x01)
- 2013: Dance Academy (Fernsehserie, Folge 3x03)
- 2014: Love Child (Fernsehserie, Folge 1x07)
- 2015: San Andreas
- 2016–2017: The Wrong Girl (Fernsehserie, 18 Folgen)
- 2016: The ATM  (Kurzfilm)
- 2018: Combination Fried Rice (Kurzfilm)
- 2018: Olivia Newton-John: Hopelessly Devoted to You (Miniserie, Folge 1x01)
- 2019: Hardball  (Fernsehserie, Folge 1x03)
- 2019: Mr Black (Fernsehserie, Folge 1x05)
- 2019: Mr Inbetween (Fernsehserie, Folge 2x03)
- 2020: Miss Fisher und die Gruft der Tränen (Miss Fisher and the Crypt of Tears)